# Serafińce
Serafińce (ukr. Серафинці) – wieś w rejonie horodeńskim obwodu iwanofrankiwskiego. Liczy 2302 mieszkańców.
W wieku XVIII siedziba Słoneckich h. Korab. W II Rzeczypospolitej miejscowość była siedzibą gminy wiejskiej Horodenka w powiecie horodeńskim województwa stanisławowskiego. Stacjonowała w miejscowości placówka Straży Celnej „Serafińce”.
Pod okupacją niemiecką w Polsce siedziba gminy Serafińce.
W czasie okupacji niemieckiej mieszkająca tutaj ukraińska rodzina Bojuków ukrywała Żyda Maksa Privlera. W 1998 roku Instytut Jad Waszem uhonorował za to Iwana i Jewdokiję Bojuków tytułami Sprawiedliwych wśród Narodów Świata.

## Urodzeni we wsi
- Łew Baczynśkyj herbu Sas[4] ukr. Лев Васильович Бачинський (ur. 15 lipca 1872, zm. 11 kwietnia 1930 w Heilenstalt Grimmenstein w Austrii) – doktor praw, ukraiński polityk okresu Austro-Węgier i II Rzeczypospolitej, poseł do Reichsratu Przedlitawii (1907-1918), wiceprzewodniczący Rady Narodowej Zachodnioukraińskiej Republiki Ludowej (1918-1919), poseł na Sejm RP II kadencji.
- Stepan Szuchewycz, ukr. Степáн Шухéвич (ur. 1 stycznia 1877, zm. 6 czerwca 1945 w Amberg) – adwokat, ukraiński działacz społeczny i wojskowy.
- Ihor Oszczypko, ukr. Ігор Дмитрович Ощипко (ur. 25 października 1985) – ukraiński piłkarz, grający na pozycji lewego lub środkowego obrońcy, reprezentant Ukrainy.